# Mumamba Numba
Mumamba Numba (ur. 21 marca 1978) – zambijski piłkarz grający na pozycji pomocnika.

## Kariera klubowa
Karierę piłkarską Numba rozpoczął w klubie Konkola Blades z miasta Chililabombwe. W 1997 roku zadebiutował w jego barwach w rozgrywkach zambijskiej Premier League. W 1998 roku zdobył Puchar Zambii, a w 2001 roku odszedł do stołecznego Zanaco FC. W 2002 roku wywalczył z Zanaco swój pierwszy w karierze tytuł mistrza Zambii, a mistrzostwo kraju zdobył także w latach 2003, 2005, 2006 i 2009. W 2002 roku zdobył Puchar Zambii, w 2006 - Challenge Cup, w latach 2001, 2004 - Coca Cola Cup, a w latach 2001, 2003, 2006 - Tarczę Dobroczynności. W 2008 roku zakończył karierę.

## Kariera reprezentacyjna
W reprezentacji Zambii Numba zadebiutował 17 lutego 1998 roku wygranym 3:1 meczu meczu Pucharu Narodów Afryki 1998, z Mozambikiem (3:1). W 2000 roku zagrał dwukrotnie w Pucharze Narodów Afryki 2000: z Burkina Faso (1:1) i z Senegalem (2:2). W 2002 roku w Pucharze Narodów Afryki 2002 w Mali wystąpił we 2 spotkaniach: z Tunezją (0:0), z Senegalem (0:1) i z Egiptem (1:2). Natomiast w 2006 roku podczas Pucharu Narodów Afryki 2006 był rezerwowym i jego dorobek na tym turnieju to jeden mecz, z Tunezją (1:4). Od 1998 do 2006 wystąpił w kadrze narodowej 50 razy i strzelił 5 goli.